# E.S. Posthumus
E.S. Posthumus était un groupe américain de musique indépendante orchestrale.
E.S. Posthumus a été créé en 2000 par deux frères nés à Los Angeles, Helmut et Franz Vonlichten. Le sigle E.S. du nom du groupe signifie "son expérimental" (experimental sound en anglais). En 2010, Franz meurt tragiquement après la sortie de Makara, annonçant prématurément la fin du groupe. Après le décès de son frère, Helmut Vonlichten publie leur dernière piste produite ensemble, Christmas Eve, en novembre 2010.  Helmut annonce en novembre 2011 la création de son nouveau groupe Les Friction. 
E.S. Posthumus cherche à marier de nombreuses influences musicales dans un style nouveau. Il n'y a pas véritablement de paroles, mais des chœurs, un orchestre et des instruments plus modernes pour une musique originale qui pourrait être une musique de film. Nara est la musique du générique de Cold Case, et plusieurs de leurs musiques ont été utilisées dans de nombreuses bandes-annonces de films (The Matrix Reloaded, Pirates des Caraïbes, la malédiction du Black Pearl, Pirates des Caraïbes, jusqu'au bout du monde entre autres). 
Ce style de musique orchestrale est similaire à celle produite par Immediate Music, X-Ray Dog, Brand X Music, Two Steps from Hell ou Epic Score.

## Discographie

### Unearthed(2001)
Unearthed est le premier album d'E.S. Posthumus. Il a été enregistré en collaboration avec le symphonique de la ville de Seattle et le chœur de la Seattle Choir Company, ainsi que les musiciens Michael Landau (guitare), Pedro Eustache (bois), Davy Spillane (cornemuse) et d'Efrain Toro (percussion).
La pochette de l'album est illustrée par une œuvre du Le Caravage, intitulée Saint Matthieu et l'Ange.
Les titres de cet album sont identiques à ceux de cités perdues:
1. Antissa
2. Tikal
3. Harappa
4. Ulaid
5. Ebla
6. Nara
7. Cuzco
8. Nineveh
9. Lepcis Magna
10. Menouthis
11. Estremoz
12. Pompeii
13. Isfahan

### Cartographer(2008)
Cartographer est le deuxième album d'E.S. Posthumus. Pour la première fois, E.S. Posthumus ajoute une voix (la soprano Sans Luna) aux côtés du chœur et de l'orchestre.
La pochette de l'album est illustrée par une œuvre du Le Caravage, intitulée Saint Jérôme écrivant (1606).
Les deux frères Vonlichten ont écrit le synopsis suivant :
« En 1929, l'ancienne carte "Piri Reis" était découverte à Constantinople. Cette carte est extraordinaire parce qu'elle décrit des baies et des îles de la côte Antarctique qui ont été dissimulées sous la glace durant plus de 6 000 ans. Quelle civilisation fut capable d'une telle exploration à cette époque? Cartographer est l'imagination de ce récit, de ces explorateurs provenant de l'île minuscule de Numa dans l'Océan Indien. En tant que marins expérimentés, ils naviguèrent jusqu'aux quatre coins du globe. Un langage unique a été créé en leur mémoire pour raconter les histoires de leurs créations, leurs découvertes et leur déclin. »

#### Disque 1 - Version Vocale
1. Nolitus - 4:30
2. Isunova - 5:29
3. Vorrina - 6:12
4. Selisona - 5:05
5. Marunae - 4:53
6. Mosane - 4:14
7. Decifin - 4:37
8. Sollente - 5:11
9. Caarano - 3:35
10. Raptamei - 5:20
11. Oraanu - 3:57
12. Nivaos - 5:12
13. Nasivern - 5:35

#### Disque 2 - Version Remix
1. Ashielf Pi - 1:32
2. Oraanu Pi - 3:38
3. Marunae Pi - 4:52
4. Mosane Pi - 4:16
5. Isunova Pi - 5:41
6. Nasivern Pi - 5:29
7. Selisona Pi - 4:31
8. Raptamei Pi - 5:54
9. Caarano Pi - 3:35
10. Nivaos Pi - 5:13
11. Sollente Pi - 5:12
12. Decifin Pi - 4:36
13. Vorrina Pi - 6:14
14. Nolitus Pi - 4:26
15. Odenall Pi - 5:06

### Makara(2010)
Makara est le troisième album d'E.S. Posthumus.
Contrairement aux autres albums la pochette est un simple symbole sur fond noir.
L'album contient les singles Unstoppable et Arise.
1. Kalki - 3:05
2. Varuna - 4:17
3. Unstoppable - 3:05
4. Durga - 3:41
5. Manju - 4:18
6. Kuvera - 4:05
7. Ushas - 3:55
8. Lavanya - 3:57
9. Vishnu - 3:38
10. Indra - 4:18
11. Arise - 4:12
12. Saint Matthew Passion - 3:38
13. Krosah - 4:50
14. Anumati - 3:19
15. Moonlight Sonata - 5:30

### Nouvel album,Deciphered(Unearthed 2)
Dans un entretien accordé au Globecat le 15 août 2008, les frères ont révélé qu'ils travaillent actuellement sur une suite de Unearthed intitulé Deciphered.

### Les Singles

#### Rise to Glory
- Rise to Glory (Posthumus Zone extended version, septembre 2005, avec la participation de Bizarre pour le chant et DJ Quik)

Thème de la NFL sur CBS

#### Unstoppable,Arise
Thèmes de l'AFC Championship sur CBS :
- Unstoppable (2008)
- Arise (Janvier 2009)

#### Themes
- Posthumus Zone (The Theme to "NFL On CBS")  (2008), également utilisée dans une version remixée pour l'entrée des joueurs au Stade Bonal lors des matchs du FC Sochaux depuis 2008.
- MLB Tonight Theme (2010 (en vente))

- Christmas Eve  qui devait être sur le futur album de E.S. Posthumus, mais c'est la dernière piste produite par les deux frères avant le décès de Franz Vonlichten. Helmut la publie en novembre 2010 en hommage à son frère décédé, et annonce la fin du groupe dans une lettre par la même occasion : "Il y a toujours le chaos avant la création." ("There is always chaos before creation." en anglais ) La lettre sur Trailer Music News.

### Bandes annonces, teasers, trailers et générique télé
Quelques exemples de bandes-annonces :
2001
- Spy Game : Pompeii

2002
- Minority Report : Tikal
- Spider-Man : Pompeii et Nineveh
- xXx: Harappa

2003
- Lara Croft : Tomb Raider, le berceau de la vie : Menouthis
- Daredevil : Lepcis Magna et Tikal
- Cold Case (générique TV) : Nara
- The Matrix Reloaded : Ebla
- Pirates des Caraïbes, la malédiction du Black Pearl : Tikal

2004
- Catwoman : Pompeii

2005
- xXx² : The Next Level : Harappa

2007
- Pirates des Caraïbes, jusqu'au bout du monde : Nineveh

2009
- Sherlock Holmes : Unstoppable

2011
- Sherlock Holmes: Jeu d'ombre : Unstoppable

### Autres
- E.S. Posthumus a joué pour l'ouverture du Super Bowl de 2010 aux côtés de Jay-Z et Rihanna sur le morceau Run This Town.
- Le titre Ebla présent sur l'album Unearthed sert d'accompagnement aux menus du jeu vidéo Ferrari Challenge : Trofeo Pirelli.
- Pompeii est utilisé dans le jeu Plasma Pong.

### Source
- Cet article est partiellement ou en totalité issu du site Errance éternelle, le texte ayant été placé par l’auteur ou le responsable de publication sous la licence de documentation libre GNU ou une licence compatible.

- (de) Cet article est partiellement ou en totalité issu de l’article de Wikipédia en allemand intitulé « E.S. Posthumus » (voir la liste des auteurs).